# Quentin Massys

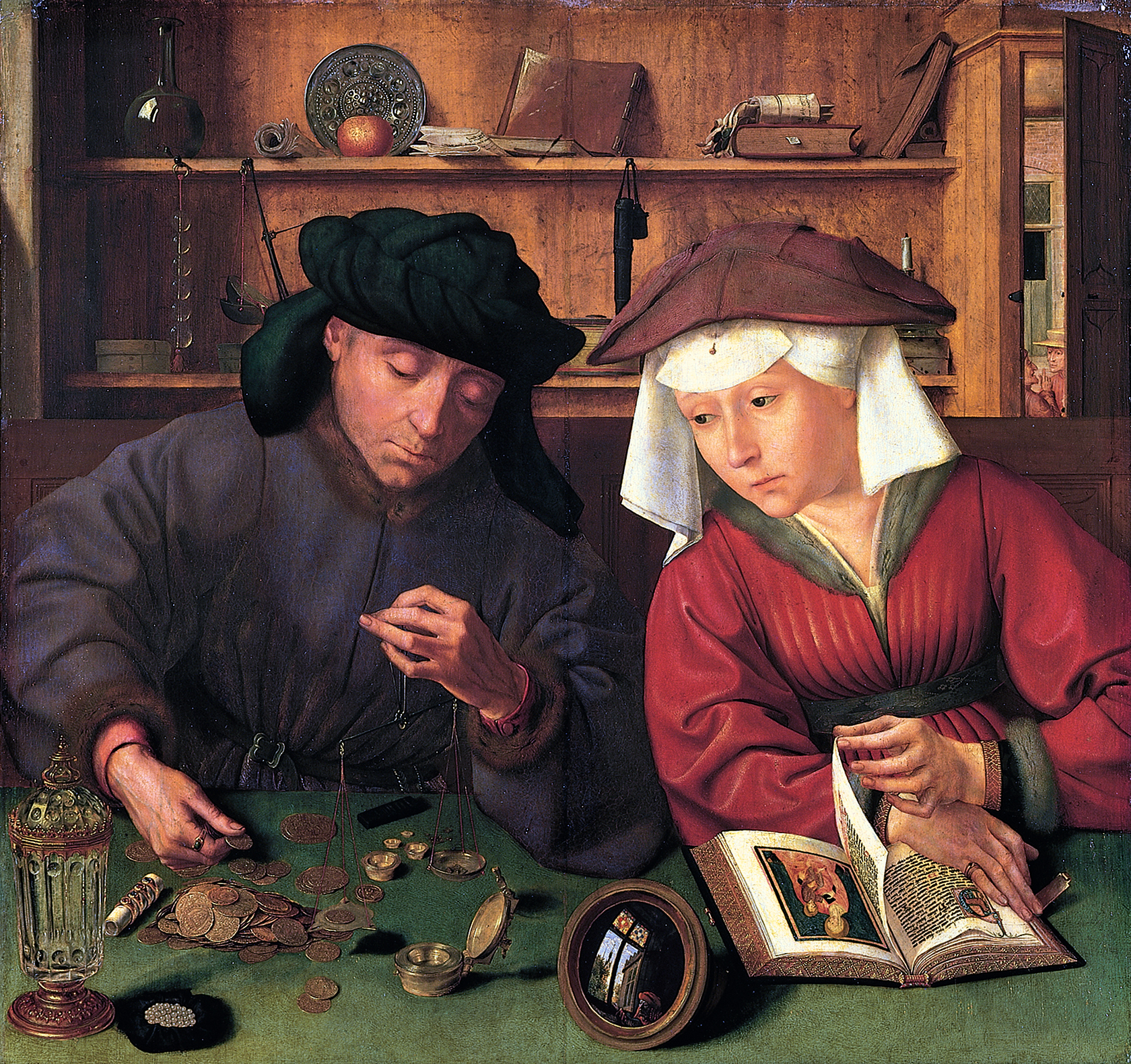
Bankier z żoną, 1514, Luwr

Quentin Massys (starszy), Matsys, Metsys, Messys (ur. 1465 lub 1466 w Leuven, zm. między 13 lipca a 16 września 1530 w Antwerpii) – niderlandzki malarz i medalier. Założyciel szkoły malarskiej w Antwerpii.

## Życiorys
Jego ojcem był słynny w Leuven kowal, Joost Massys, a matką Katharina van Kinckem. Około 1492 Quentin poślubił Alyt van Tuylt, z którą miał trójkę dzieci. Żył już w tym czasie w Antwerpii (od 1491) i był członkiem gildii św. Łukasza. Rok po śmierci pierwszej żony, w 1508, ożenił się z Catheriną Heyns, z którą miał dziesiątkę dzieci, m.in. Jana i Cornelisa, którzy również zostali artystami. Quentin Massys zmarł podczas epidemii w 1530.

## Twórczość
Twórczość Massysa jest typową dla tego okresu mieszanką późnego gotyku i renesansu. Jego najsłynniejsze dzieła to dwa tryptyki: Ołtarz św. Anny dla kościoła św. Piotra w Leuven oraz Złożenie do grobu (Ołtarz św. Jana). Cechy charakterystyczne obydwu obrazów to precyzja w oddaniu detali, zachowanie praw perspektywy, a jednocześnie niezwykła ekspresja, prezentowanie silnych religijnych przeżyć. Według historyków sztuki w dziełach Massysa widoczny jest wpływ sztuki Dirka Boutsa.

## Wybrane obrazy
| tytuł                                 | czas powstania | technika i wymiary           | miejsce przechowywania                                      | ilustracja |
| ------------------------------------- | -------------- | ---------------------------- | ----------------------------------------------------------- | ---------- |
| Ołtarz św. Anny lub Legenda św. Anny  | 1507–1508      |                              | Królewskie Muzeum Sztuk Pięknych w Brukseli                 |            |
| Ołtarz św. Jana lub Złożenie do grobu | 1511           | 260 × 273 cm                 | Królewskie Muzeum Sztuk Pięknych w Antwerpii                |            |
| Madonna i dziecko z owcą              | 1513           | 71 × 68 cm                   | Galeria Malarstwa i Rzeźby Muzeum Narodowego w Poznaniu     |            |
| Bankier z żoną                        | 1514           | 71 × 68 cm                   | Luwr, Paryż                                                 |            |
| Ecce Homo                             | ok. 1515       | 160 × 120 cm                 | Prado, Madryt                                               |            |
| Portret starca                        | 1517           | 48 × 37 cm                   | Musée Jacquemart-André, Paryż                               |            |
| Portret Erazma z Rotterdamu           | 1517           | 58 × 46,5 cm                 | Galleria Nazionale d'Arte Antica di Palazzo Barberini, Rzym |            |
| Portret kanonika Gardinera            |                | 73 × 60 cm                   | Collection of the Prince of Lichtenstein, Vaduz             |            |
| Portret mężczyzny                     | ok. 1510–1520  | olej na desce 80 × 64,5 cm   | National Gallery of Scotland, Edynburg                      |            |
| Madonna z Dzieciątkiem                | ok. 1520       | 41 × 28 cm                   | Museum Boijmans-van Beuningen w Rotterdamie                 |            |
| Św. Magdalena                         | ok. 1525       | 45 × 29 cm                   | Królewskie Muzeum Sztuk Pięknych w Antwerpii                |            |
| Madonna na tronie                     | ok. 1525       | 135 × 90 cm                  | Staatliche Museen w Berlinie                                |            |
| Brzydka księżniczka                   | ok. 1525–1530  | olej na desce 64,2 × 45,4 cm | National Gallery w Londynie                                 |            |
| Pokłon trzech króli                   | 1526           | olej na desce 102,9 × 80 cm  | Metropolitan Museum of Art, Nowy Jork                       |            |
| Ecce Homo                             | 1526           | 95 × 74 cm                   | Pałac Dożów, Wenecja                                        |            |

szkoła Quentina Massysa
| tytuł        | czas powstania | technika i wymiary            | miejsce przechowywania      | ilustracja |
| ------------ | -------------- | ----------------------------- | --------------------------- | ---------- |
| Ukrzyżowanie | ok. 1515       | olej na desce, 90,2 × 58,4 cm | National Gallery w Londynie |            |